# Lac Émilie
Lac Émilie är en sjö i Kanada.   Den ligger i regionen Estrie och provinsen Québec, i den sydöstra delen av landet, 400 km öster om huvudstaden Ottawa. Lac Émilie ligger 494 meter över havet. Arean är 0,29 kvadratkilometer. Den sträcker sig 0,6 kilometer i nord-sydlig riktning, och 1,6 kilometer i öst-västlig riktning.
I omgivningarna runt Lac Émilie växer i huvudsak blandskog. Trakten runt Lac Émilie är nära nog obefolkad, med mindre än två invånare per kvadratkilometer.